# Черевко, Михаил Александрович
Михаил Александрович Черевко (родился 28 февраля 1984 года, Томск) — генеральный директор компании «Славнефть-Мегионнефтегаз» (совместное предприятие «Роснефти» и «Газпром нефти») с 2018 года, двукратный чемпион мира по плаванию (закончил спортивную карьеру в 2005 году).

## Образование
В 2006 году Михаил Черевко с отличием окончил Томский политехнический университет по специальности «Бурение нефтяных и газовых скважин» и магистерскую программу Эдинбургского университета при ТПУ «Хериот Ватт» по специальности «Нефтяной инжиниринг». Позже с отличием окончил Институт языковой коммуникации Томского политехнического университета по специальности «Переводчик в сфере профессиональной коммуникации».

## Награды и премии
В 2004 году награжден бронзовой медалью «За заслуги перед Томским политехническим университетом». В 2018 году за ввод в разработку месторождения имени А. Жагрина награжден знаком «Первооткрыватель месторождения». В 2022 году за достигнутые трудовые успехи и многолетнюю добросовестную работу, а также за их вклад в ликвидацию последствий ЧС награжден медалью Ордена «За заслуги перед Отечеством» II степени.

## Трудовая деятельность
С 2006 года работал в структуре компании «Газпромнефть-Ноябрьскнефтегаз». До июня 2012 года возглавлял блок геологии в «Газпромнефть-Муравленко», добывающего 80 % всей нефти ПАО «Газпром нефть».
С 2012 по 2016 год занимал пост главного геолога — заместителя генерального директора «Газпромнефть-Хантоса». С марта 2016 года являлся главным инженером — первым заместителем генерального директора компании, с февраля 2018 года временно исполнял обязанности генерального директора.
20 июля 2018 года назначен генеральным директором ОАО «Славнефть-Мегионнефтегаз» (совместное предприятие компаний «Роснефть» и «Газпром нефть»).

## Научная деятельность
В 2015 году Михаил Черевко опубликовал монографию о технологии многостадийного гидроразрыва пластов и горизонтальных скважин на месторождениях Западной Сибири . Он является автором и соавтором более 10 научных статей, опубликованных в профессиональных отраслевых изданиях. Научные и практические наработки Черевко легли в основу диссертации, которую он защитил в 2015 году. В 2016 году Черевко получил ученую степень кандидата технических наук. Его исследование посвящено оптимизации системы горизонтальных скважин и трещин при разработке ультранизкопроницаемых коллекторов.

## Спортивная карьера
Черевко был членом сборной команды России по плаванию в ластах в 1994—2005 годах. Он стал двукратным чемпионом мира, рекордсменом мира по плаванию, мастером спорта России международного класса. Завершил спортивную карьеру в 2005 году.